# Ronnie Sandahl
Ronnie Mikael Sandahl, född 2 december 1984, är en svensk författare, regissör, och tidigare krönikör på tidningen Aftonbladet.
Sandahl är uppvuxen i Falköping och har tidigare arbetat på Falköpings Tidning. Hans debutroman Vi som aldrig sa hora kom ut år 2007 och möttes av stor uppmärksamhet för sin kritiska skildring av mansrollen. Hans debutfilm som regissör, Svenskjävel, gick upp på biograferna år 2015 och hyllades på bred front.
Sandahls Tigrar (2020) kom att väljas ut till Sveriges Oscarsbidrag 2022.

## Journalistik
Sandahl började som 14-åring arbeta som reporter på Falköpings Tidning. Som sextonåring debuterade han i riksmedier genom reportage i tidningar som Göteborgs-Tidningen och Metro och senare även Aftonbladet. 18 år gammal flyttade Sandahl till Stockholm för att börja arbeta på Aftonbladets nöjesredaktion. Där stannade han i ytterligare två år innan han flyttades till Aftonbladets grävgrupp. Sandahl arbetade där som reportageskribent fram till 2008 då han sade upp sin fasta anställning. Varje vecka sedan 2005 skriver Sandahl en personligt färgad krönika, numera publiceras denna på tisdagar.

## Film
På senare år har Sandahl mest utmärkt sig som filmregissör och manusförfattare. Långfilmsdebuten Svenskjävel (Underdog på engelska) kom att bli hans stora genombrott, både i Sverige och utomlands.
Under hösten 2014 vann Svenskjävel pris på fyra festivaler i rad: kritikerpriset i Zürich, Gold Hugo i Chicago, Baltic Film Prize i Lübeck och bästa skådespelerska (till Bianca Kronlöf) i Les Arcs. Filmen har sammantaget vunnit ett tiotal internationella filmpriser och utmärkelser.
Filmen berör det förändrade maktförhållandet mellan Sverige och Norge, samtidigt som filmen av somliga kritiker beskrivits som ett triangeldrama. I bland annat Dagens Nyheter beskrevs dessa två spår som samspelande: "Det skeva maktförhållandet i deras relation blir också en kraftfull beskrivning av situationen för alla dem som i dag tvingas underkasta sig osäkra anställningsförhållanden. Svenskjävel blir därmed inte bara en välkommen uppgörelse med den svenska självbilden utan också en mycket efterlängtad skildring av villkoren för det nya prekariatet."
Även den feministiska aspekten av filmen uppmärksammades av flera kritiker, däribland Aftonbladet som skrev: "Flickor som växer, och tar plats tillsammans. En sorts stillsam girlpower med ett helt eget kraftfält."
När filmen gick upp på svenska och norska biografer i mars 2015 möttes den av mycket goda recensioner. Aftonbladet, Dagens Nyheter, Expressen, Göteborgs-Posten, SVT, Sveriges Radio och TT gav alla filmen fyra av fem. Svenska Dagbladet gav filmen en femma på sin sexgradiga skala. I Norge fick filmen mestadels femmor och ett antal fyror. Återkommande bland kritikernas omdömen var genomgående hyllningar av skådespeleriet, och inte minst den debuterande huvudrollsinnehavaren Bianca Kronlöfs insats. Även utanför Skandinavien mötte filmen goda recensioner, bland annat i Hollywood Reporter. Filmen uppmärksammades även stort i Variety, The Guardian och Washington Post - inte minst för sin skildring av den förändrade maktbalansen mellan Sverige och Norge.
Den negativa kritik som filmen mötte kom från norskt håll där politikern och författaren Marte Michelet kritiserade filmen för att ge en förenklad bild av det norska samhället, och beskyllde även filmen för att inte gynna den norska klasskampen.
Sedan tidigare har Sandahl regisserat två kortfilmer: Lyckliga jävel från år 2010 med Julia Dufvenius och Christopher Wollter i huvudrollerna hade premiär på Göteborgs filmfestival och visades sedan ett flertal gånger i SVT. Mirakel utmed riksväg 43 med Magnus Roosmann i huvudrollen hade premiär vid Locarno International Film Festival och turnerade sedan på festivaler världen runt.
År 2017 kom Sandahls nästa långfilm, Borg, och den öppnade Toronto Film Festival 2017. Filmen skildrar åren i Björn Borgs (spelad av Sverrir Gudnason) liv då han gjorde resan från Södertälje till världseliten, samt rivaliteten mellan honom och amerikanen John McEnroe (spelad av Shia LaBeouf) och finalmatchen dem emellan i Wimbledonmästerskapen 1980.  
Borg är den första av tre filmer i trilogin av Sandahl som har fokus på psykisk ohälsa inom idrotten. Den andra i raden är den prisbelönta Tigrar (2020), som Sandahl både skrivit manus till och regisserat. 
Tigrar baseras på Martin Bengtssons självbiografi I skuggan av San Siro och skildrar den 16-årige fotbollsspelarens karriär där han såldes till en italiensk storklubb, och berättar om hur en barndomsdröm förvandlades till en mardröm. 
Filmen kom att väljas ut som Sveriges bidrag till Oscarsgalan 2022.
Utöver erkännandet som Sveriges Oscarsbidrag 2022 har Tigrar tagit hem priser från bland andra Busan International Film Festival (2020) och Göteborg Film Festival (2021), där filmen tilldelades priset i kategorin bästa film på båda festivalerna. Tigrar tog även hem priset Youth Jury Award på Nordic Film Days i Lübeck (2020). Tigrar kom även att nomineras till priser i bl a Palm Springs International Film Festival (2022), Guldbaggegalan 2022, Rome Film Fest (2020). 
Den tredje och avslutande berättelsen i trilogin är filmen Perfect, till vilken Sandahl står för manus.

## Teater
I januari 2010 debuterade han som dramatiker med den sceniska läsningen Den moderna döden på Lejonkulan, Dramaten.

## Filmografi
- 2010 – Lyckliga jävel (Cinenic Film)
- 2012 – Mirakel utmed riksväg 43 (Cinenic Film)
- 2015 – Svenskjävel (Anagram Film)
- 2017 – Borg
- 2020 – Tigrar (Black Spark Film & TV, Art Of Panic, SF Studios Production AB)

## Priser och utmärkelser
- 2007 – Landsbygdens författarstipendium
- 2014 - Kritikerpriset, Zürich International Film Festival
- 2014 - Gold Hugo, Chicago International Film Festival
- 2014 - Baltic Film Prize, Lübeck Filmtage
- 2020 - Busan International Film Festival - Bästa Film (Tigrar)
- 2020 - Lübeck Nordic Film Days - Bästa Film (Tigrar)
- 2021 - Göteborg Film Festival - Bästa Film (Tigrar)